# Miłosz Wojewski
Miłosz Wojewski (ur. 2 kwietnia 1991 w Chojnicach) – polski żeglarz, bojerowy Mistrz i wicemistrz Świata i Europy do lat 21, wicemistrz świata do lat 21 w olimpijskiej klasie Finn, dwudziestokrotny medalista Mistrzostw Polski, siedmiokrotny Mistrz Polski, dziesięciokrotny wicemistrz, reprezentant Polski.
Karierę żeglarską rozpoczął w 1998 roku w Ludowym Klubie Sportowym w Charzykowach. Zimą 2005 roku zmienił barwy na Chojnicki Klub Żeglarski. Oficjalnie jego zawodnikiem został 22 lutego 2005, w latach 2009–2011 reprezentował klub Spójnia Warszawa. Obecnie SEJK Pogoń Szczecin.